# Jílek vytrvalý
Jílek vytrvalý (Lolium perenne) je druh trávy z rodu jílků Lolium. Jedná se o nízce rostoucí rostlinu, pocházející původně z Evropy, Asie a severní Afriky, ale nyní je hojně se pěstovaná po celém světě. Podobným druhem trávy je pýr plazivý.

## Popis
Listy jsou tmavě zelené. Na spodní straně hladké a lesklé. Na horní ploše se nachází paralelní žilkování. Jazýček je velmi krátký a zploštělý, často obtížně viditelný. Stonky dorůstají až 90 centimetrů. Má také ouško.
Květenství je nerozvětvené se střídavými klásky na boku stonku. Každý klásek má jednu plevu a 4 až 14 kvítků bez osin. Tyčinky jsou světle žluté. Jílek vytrvalý kvete od května do listopadu. Rostlina má vláknitý kořenový systém s tlustými hlavními kořeny a tenčími bočními větvemi.

## Galerie

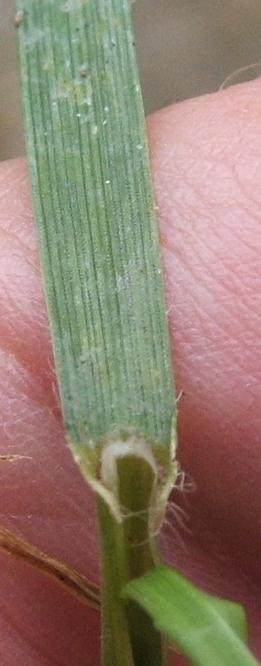
List jílku vytrvalého
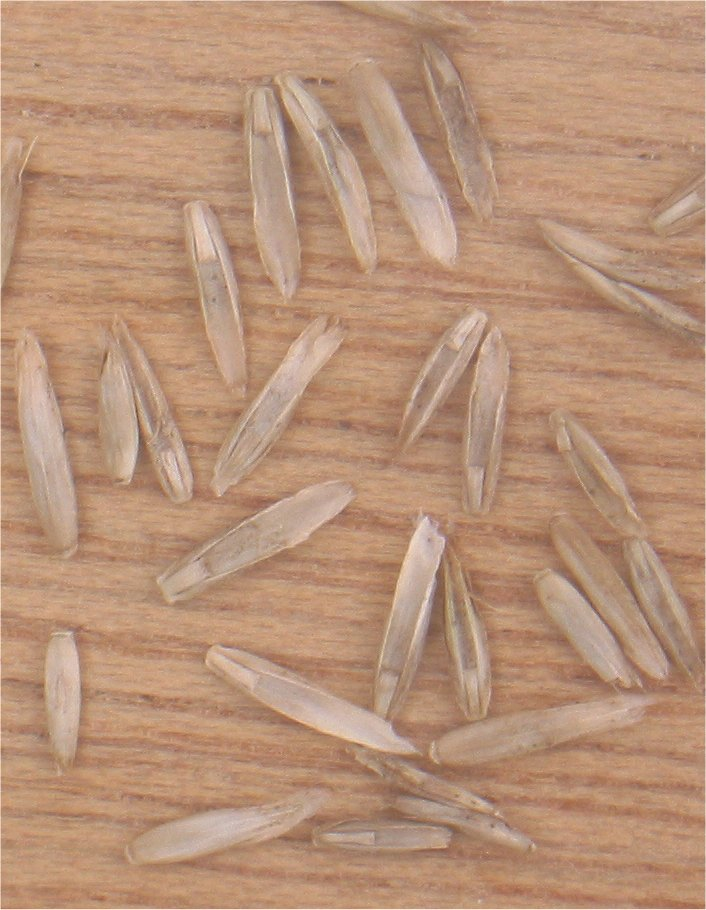
Semena jílku vytrvalého
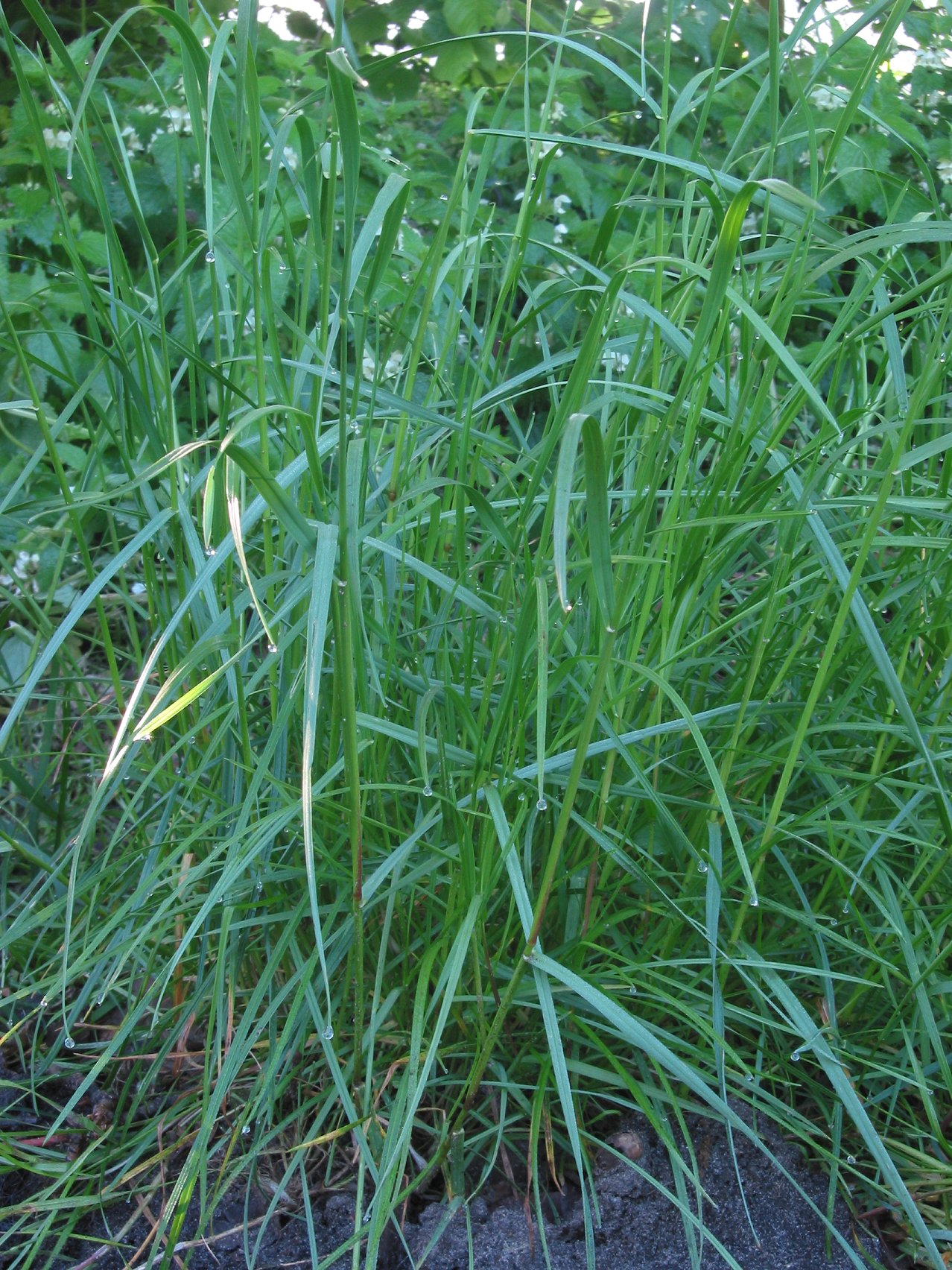
Jílek vytrvalý
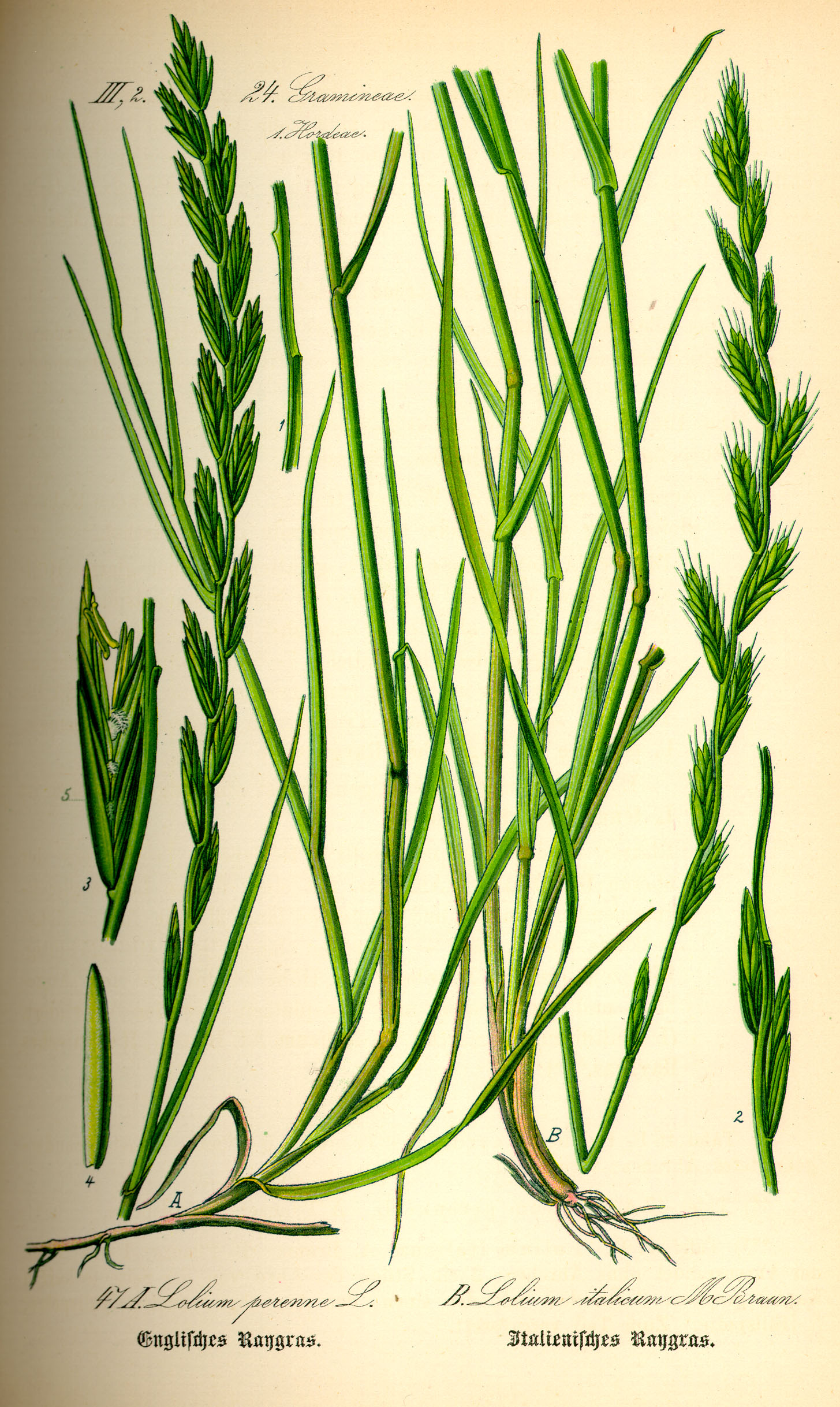
Ilustrace jílku vytrvalého (nalevo) z roku 1885 Flora von Deutschland, Österreich und der Schweiz od Otta Wilhelma Thomého